# Élections législatives de 1981 en Meurthe-et-Moselle
Les élections législatives françaises de 1981 en Meurthe-et-Moselle se déroulent les 14 et 21 juin 1981.

## Élus
| Circonscription | Député sortant   | Parti | Parti     | Député élu ou réélu | Parti | Parti     |
| --------------- | ---------------- | ----- | --------- | ------------------- | ----- | --------- |
| 1re             | Yvon Tondon      |       | PS        | Yvon Tondon         |       | PS        |
| 2e              | Claude Coulais   |       | UDF (PR)  | Job Durupt          |       | PS        |
| 3e              | André Rossinot   |       | UDF (Rad) | André Rossinot      |       | UDF (Rad) |
| 4e              | René Haby        |       | UDF (PR)  | René Haby           |       | UDF (PR)  |
| 5e              | Marcel Bigeard   |       | app. UDF  | Marcel Bigeard      |       | app. UDF  |
| 6e              | Colette Goeuriot |       | PCF       | Colette Goeuriot    |       | PCF       |
| 7e              | Antoine Porcu    |       | PCF       | Jean-Paul Durieux   |       | PS        |

## Positionnement des partis
Le Parti socialiste, au nom de la nouvelle majorité présidentielle, et le Parti communiste français, sous l'appellation « majorité d'union de la gauche », se présentent dans les sept circonscriptions du département. Les socialistes investissent Yvon Tondon, député sortant et conseiller général de Pont-à-Mousson, Job Durupt, maire de Tomblaine et conseiller général de Saint-Max, Daniel Groscolas, conseiller général de Nancy-Est, Gérard Parentin, conseiller municipal de Lunéville, Jean-Paul Chagnollaud, Jérôme Tonin, adjoint au maire de Jœuf, et Jean-Paul Durieux, tandis que les communistes soutiennent Roland Favaro, Gino Capolungo, Jean-Paul Mougel, Jean-Claude Marchal, conseiller municipal de Lunéville, Bernard Seirolle, Colette Goeuriot, députée sortante, conseillère générale de Briey et maire de Jœuf, et Antoine Porcu, député sortant et conseiller général de Villerupt. Quant au Mouvement des radicaux de gauche, il appuie les candidatures de Roland Vorobieff dans la circonscription de Nancy-Ouest (2e) et de Pierre Mersch, conseiller général et maire de Longuyon, dans celle de Longwy (7e).
Il en est de même pour l'Union pour la nouvelle majorité (UNM), alliance électorale réunissant les partis membres de la majorité sortante, qui soutient des candidats dans l'ensemble des circonscriptions, dont les quatre députés sortants Claude Coulais (maire de Nancy et conseiller général de Nancy-Ouest), André Rossinot (adjoint au maire de Nancy), René Haby (conseiller général de Lunéville-Nord et ancien ministre de l'Éducation) et Marcel Bigeard (ancien secrétaire d'État à la Défense), tous UDF ou apparenté. Dans les trois restantes, détenues par la gauche, l'UNM choisit Roland Moine (RPR, 1re), Christian Fiore (UDF, 6e) et Jacques Delivré (RPR, 7e). On compte par ailleurs dans la circonscription de Nancy-Nord un candidat du Parti républicain, Claude Huriet, qui n'a pas reçu d'investiture de la part de l'UNM.
Enfin, le Parti socialiste unifié présente quatre candidats, Michel Boutonnet (2e), Jean Leblanc (3e), Pierre-Yves Cazin (5e) et Roger Pellegrini (6e), sous l'étiquette « Alternative 81 », l'extrême gauche est représentée dans les circonscriptions de Nancy-Nord, Nancy-Ouest et Lunéville (3 LO et 1 LCR), le Parti des forces nouvelles (extrême droite) a un candidat, François Moine, dans la 2e circonscription et deux divers gauche, Gaston Pol Miclot	et Patrice Ragni (PGN), se présentent à Toul (5e) et à Longwy (7e).

## Résultats

### Résultats à l'échelle du département
| Parti          | Parti                              | Premier tour | Premier tour | Second tour | Second tour | Sièges |
| Parti          | Parti                              | Voix         | %            | Voix        | %           | Sièges |
| -------------- | ---------------------------------- | ------------ | ------------ | ----------- | ----------- | ------ |
|                | Parti socialiste                   | 125 569      | 39,74        | 99 378      | 48,74       | 3      |
|                | Parti communiste français          | 51 098       | 16,17        | 26 401      | 12,95       | 1      |
|                | Mouvement des radicaux de gauche   | 3 244        | 1,03         |             |             | 0      |
|                | Majorité présidentielle            | 179 911      | 56,94        | 125 779     | 61,69       | 4      |
|                |                                    |              |              |             |             |        |
|                | Union pour la démocratie française | 102 092      | 32,31        | 42 198      | 20,70       | 3      |
|                | Rassemblement pour la République   | 24 459       | 7,75         | 35 921      | 17,42       | 0      |
|                | Union pour la nouvelle majorité    | 126 451      | 40,06        | 78 119      | 38,31       | 3      |
|                |                                    |              |              |             |             |        |
|                | Parti socialiste unifié            | 4 826        | 1,53         |             |             | 0      |
|                | Extrême gauche (dont LO et LCR)    | 2 607        | 0,82         | 0           |             |        |
|                | Parti des forces nouvelles         | 1 294        | 0,41         | 0           |             |        |
|                | Divers gauche                      | 793          | 0,25         | 0           |             |        |
|                |                                    |              |              |             |             |        |
| Inscrits       | Inscrits                           | 465 226      | 100,00       | 289 895     | 100,00      | 7      |
| Abstentions    | Abstentions                        | 144 389      | 31,04        | 80 938      | 27,92       |        |
| Votants        | Votants                            | 320 837      | 68,96        | 208 957     | 72,08       |        |
| Blancs et nuls | Blancs et nuls                     | 4 855        | 1,51         | 5 059       | 2,42        |        |
| Exprimés       | Exprimés                           | 315 982      | 98,49        | 203 898     | 97,58       |        |

### Résultats par circonscription

#### Première circonscription (Nancy-Nord)
| Candidat       | Candidat                  | Parti          | Premier tour | Premier tour | Second tour | Second tour |  |
| Candidat       | Candidat                  | Parti          | Voix         | %            | Voix        | %           |  |
| -------------- | ------------------------- | -------------- | ------------ | ------------ | ----------- | ----------- |  |
|                | Yvon Tondon sortant réélu | PS             | 24 562       | 46,06        | 33 896      | 59,07       |  |
|                | Roland Moine              | RPR (UNM)      | 15 252       | 28,60        | 23 487      | 40,93       |  |
|                | Claude Huriet             | UDF (PR)       | 6 656        | 12,48        |             |             |  |
|                | Roland Favaro             | PCF            | 6 055        | 11,35        |             |             |  |
|                | Christiane Nimsgern       | LO             | 802          | 1,50         |             |             |  |
|                |                           |                |              |              |             |             |  |
| Inscrits       | Inscrits                  | Inscrits       | 81 955       | 100,00       | 81 952      | 100,00      |  |
| Abstentions    | Abstentions               | Abstentions    | 27 841       | 33,97        | 23 661      | 28,87       |  |
| Votants        | Votants                   | Votants        | 54 114       | 66,03        | 58 291      | 71,13       |  |
| Blancs et nuls | Blancs et nuls            | Blancs et nuls | 787          | 1,45         | 908         | 1,56        |  |
| Exprimés       | Exprimés                  | Exprimés       | 53 327       | 98,55        | 57 383      | 98,44       |  |

#### Deuxième circonscription (Nancy-Ouest)
| Candidat       | Candidat               | Parti          | Premier tour | Premier tour | Second tour | Second tour |  |
| Candidat       | Candidat               | Parti          | Voix         | %            | Voix        | %           |  |
| -------------- | ---------------------- | -------------- | ------------ | ------------ | ----------- | ----------- |  |
|                | Claude Coulais sortant | UDF (PR)       | 25 200       | 42,40        | 28 940      | 44,35       |  |
|                | Job Durupt élu         | PS             | 24 696       | 41,55        | 36 312      | 55,65       |  |
|                | Gino Capolungo         | PCF            | 5 245        | 8,82         |             |             |  |
|                | Michel Boutonnet       | PSU            | 1 463        | 2,46         |             |             |  |
|                | François Moine         | PFN            | 1 294        | 2,18         |             |             |  |
|                | Roland Vorobieff       | MRG            | 770          | 1,30         |             |             |  |
|                | Gérard Neiss           | LO             | 544          | 0,92         |             |             |  |
|                | Yvan Viry              | LCR            | 224          | 0,38         |             |             |  |
|                |                        |                |              |              |             |             |  |
| Inscrits       | Inscrits               | Inscrits       | 92 785       | 100,00       | 92 790      | 100,00      |  |
| Abstentions    | Abstentions            | Abstentions    | 32 569       | 35,1         | 26 651      | 28,72       |  |
| Votants        | Votants                | Votants        | 60 216       | 64,9         | 66 139      | 71,28       |  |
| Blancs et nuls | Blancs et nuls         | Blancs et nuls | 780          | 1,3          | 887         | 1,34        |  |
| Exprimés       | Exprimés               | Exprimés       | 59 436       | 98,7         | 65 252      | 98,66       |  |

#### Troisième circonscription (Nancy-Sud-Est)
|                | André Rossinot sortant réélu | UDF (Rad)      | 22 290 | 50,33  |  |  |  |
|                | Daniel Groscolas             | PS             | 17 645 | 39,84  |  |  |  |
|                | Jean-Paul Mougel             | PCF            | 3 175  | 7,17   |  |  |  |
|                | Jean Leblanc                 | PSU            | 1 180  | 2,66   |  |  |  |
|                |                              |                |        |        |  |  |  |
| Inscrits       | Inscrits                     | Inscrits       | 68 613 | 100,00 |  |  |  |
| Abstentions    | Abstentions                  | Abstentions    | 23 620 | 34,42  |  |  |  |
| Votants        | Votants                      | Votants        | 44 993 | 65,58  |  |  |  |
| Blancs et nuls | Blancs et nuls               | Blancs et nuls | 703    | 1,56   |  |  |  |
| Exprimés       | Exprimés                     | Exprimés       | 44 290 | 98,44  |  |  |  |

#### Quatrième circonscription (Lunéville)
|                | René Haby sortant réélu | UDF (PR)       | 20 711 | 51,06  |  |  |  |
|                | Gérard Parentin         | PS             | 15 037 | 37,07  |  |  |  |
|                | Jean-Claude Marchal     | PCF            | 3 774  | 9,30   |  |  |  |
|                | Étienne Hodara          | LO             | 1 037  | 2,56   |  |  |  |
|                |                         |                |        |        |  |  |  |
| Inscrits       | Inscrits                | Inscrits       | 56 546 | 100,00 |  |  |  |
| Abstentions    | Abstentions             | Abstentions    | 14 964 | 26,46  |  |  |  |
| Votants        | Votants                 | Votants        | 41 582 | 73,54  |  |  |  |
| Blancs et nuls | Blancs et nuls          | Blancs et nuls | 1 023  | 2,46   |  |  |  |
| Exprimés       | Exprimés                | Exprimés       | 40 559 | 97,54  |  |  |  |

#### Cinquième circonscription (Toul)
|                | Marcel Bigeard sortant réélu | UDF (UNM)      | 18 577 | 51,29  |  |  |  |
|                | Jean-Paul Chagnollaud        | PS             | 14 235 | 39,30  |  |  |  |
|                | Bernard Seirolle             | PCF            | 2 265  | 6,25   |  |  |  |
|                | Pierre-Yves Cazin            | PSU            | 777    | 2,15   |  |  |  |
|                | Gaston Pol Miclot            | Divers gauche  | 369    | 1,02   |  |  |  |
|                |                              |                |        |        |  |  |  |
| Inscrits       | Inscrits                     | Inscrits       | 50 178 | 100,00 |  |  |  |
| Abstentions    | Abstentions                  | Abstentions    | 13 338 | 26,58  |  |  |  |
| Votants        | Votants                      | Votants        | 36 840 | 73,42  |  |  |  |
| Blancs et nuls | Blancs et nuls               | Blancs et nuls | 617    | 1,67   |  |  |  |
| Exprimés       | Exprimés                     | Exprimés       | 36 223 | 98,33  |  |  |  |

#### Sixième circonscription (Briey)
| Candidat       | Candidat                         | Parti          | Premier tour | Premier tour | Second tour | Second tour |  |
| Candidat       | Candidat                         | Parti          | Voix         | %            | Voix        | %           |  |
| -------------- | -------------------------------- | -------------- | ------------ | ------------ | ----------- | ----------- |  |
|                | Colette Goeuriot sortante réélue | PCF            | 16 837       | 41,92        | 26 401      | 66,57       |  |
|                | Jérôme Tonin                     | PS             | 13 265       | 33,03        | Retrait     | Retrait     |  |
|                | Christian Fiore                  | UDF (UNM)      | 8 658        | 21,56        | 13 258      | 33,43       |  |
|                | Roger Pellegrini                 | PSU            | 1 406        | 3,50         |             |             |  |
|                |                                  |                |              |              |             |             |  |
| Inscrits       | Inscrits                         | Inscrits       | 54 957       | 100,00       | 54 979      | 100,00      |  |
| Abstentions    | Abstentions                      | Abstentions    | 14 267       | 25,96        | 13 351      | 24,28       |  |
| Votants        | Votants                          | Votants        | 40 690       | 74,04        | 41 628      | 75,72       |  |
| Blancs et nuls | Blancs et nuls                   | Blancs et nuls | 524          | 1,29         | 1 969       | 4,73        |  |
| Exprimés       | Exprimés                         | Exprimés       | 40 166       | 98,71        | 39 659      | 95,27       |  |

#### Septième circonscription (Longwy)
| Candidat       | Candidat              | Parti          | Premier tour | Premier tour | Second tour | Second tour |  |
| Candidat       | Candidat              | Parti          | Voix         | %            | Voix        | %           |  |
| -------------- | --------------------- | -------------- | ------------ | ------------ | ----------- | ----------- |  |
|                | Jean-Paul Durieux élu | PS             | 16 129       | 38,42        | 29 170      | 70,11       |  |
|                | Antoine Porcu sortant | PCF            | 13 747       | 32,75        | Retrait     | Retrait     |  |
|                | Jacques Delivré       | RPR (UNM)      | 9 207        | 21,93        | 12 434      | 29,89       |  |
|                | Pierre Mersch         | MRG            | 2 474        | 5,89         |             |             |  |
|                | Patrice Ragni         | Divers gauche  | 424          | 1,01         |             |             |  |
|                |                       |                |              |              |             |             |  |
| Inscrits       | Inscrits              | Inscrits       | 60 192       | 100,00       | 60 174      | 100,00      |  |
| Abstentions    | Abstentions           | Abstentions    | 17 790       | 29,56        | 17 275      | 28,71       |  |
| Votants        | Votants               | Votants        | 42 402       | 70,44        | 42 899      | 71,29       |  |
| Blancs et nuls | Blancs et nuls        | Blancs et nuls | 421          | 0,99         | 1 295       | 3,02        |  |
| Exprimés       | Exprimés              | Exprimés       | 41 981       | 99,01        | 41 604      | 96,98       |  |